# جيرالد فيتش
جيرالد فيتش (بالإنجليزية: Gerald Fitch)‏ مواليد 12 أغسطس 1982 في كولومبوس، هو لاعب كرة سلة أمريكي. بدأ مسيرته الاحترافية في سنة 2004. يلعب مع فريق نادي سان لورينزو في دوري كرة السلة الوطني الأرجنتيني. يحمل الرقم 8. يبلغ طوله 6 قدم 3 بوصة (1.9 م). لعب كرة السلة الجامعية في جامعة كنتاكي.

## المسيرة الاحترافية
لعب مع ميامي هيت في موسم 2005–2006، ثم لعب مع غلطة سراي لكرة السلة في الدوري التركي في موسم 2006–2007، ثم لعب مع بالاكانسترو كانتو في الدوري الإيطالي من سنة 2007 إلى 2009، ثم لعب مع بالونكيستو فوينلابرادا في الدوري الإسباني في موسم 2009–2010، ثم لعب مع بالونكيستو مالقا في موسم 2011–2012.

## روابط خارجية
- جيرالد فيتش على موقع الدوري الأوروبي لكرة السلة (الإنجليزية)
- جيرالد فيتش على موقع إن بي أي (الإنجليزية)
- جيرالد فيتش على موقع سبورتس رفرنس (الإنجليزية)
- جيرالد فيتش على موقع الدوري الإسباني لكرة السلة (الإسبانية)
- جيرالد فيتش على موقع كرة السلة الأوروبية.كوم (الإنجليزية)
- جيرالد فيتش على موقع DraftExpress.com (الإنجليزية)
- جيرالد فيتش على موقع كلية كرة السلة في سبورتس رفرنس.كوم (الإنجليزية)
- جيرالد فيتش على موقع ريلجم (الإنجليزية)
- جيرالد فيتش على موقع بروبوليرز (الإنجليزية)
- جيرالد فيتش على موقع سبورتس رفرنس (الإنجليزية)